# Politieke Raad van Hebei-Chahar
De Politieke Raad van Hebei-Chahar (traditioneel Chinees: 冀察政务委员会; pinyin: Jì Chá Zhèngwù Wěiyuánhuì), werd opgericht in Beijing onder generaal Song Zheyuan in december 1935.
In 1935 ondertekende China, onder Japanse druk, de He-Umezu-overeenkomst, die de Kwomintang verbood om in Hebei partijoperaties uit te voeren en Chinese controle over die provincie effectief beëindigde. In hetzelfde jaar werd de Chin-Doihara-overeenkomst ondertekend en verliet de Kwomintang Chahar. Tegen het einde van 1935 had de Chinese centrale overheid Noord-China vrijwel verlaten. In haar plaats werd de door Japan gesteunde Autonome Regering van Oost-Hebei op 24 november opgericht en Prins Teh, een leider van de Mongolen in de provincies van wat nu Binnen-Mongolië is, streefde ernaar daar een autonome Mongoolse regering op te richten.
Kenji Doihara probeerde vervolgens Generaal Song over te halen om een autonome regering op te zetten in de regio Hebei-Chahar. De resulterende protesten van Chinese burgers gaven Japan het excuus om hun garnizoen in het Tianjin-gebied te vergroten. Om de gedwongen vestiging van een Japanse marionettenstaat te voorkomen, richtte Song Zheyuan de Politieke Raad van Hebei-Chahar op, die over de rest van de provincies Hebei en Chahar regeerde. Hoewel de Politieke Raad lippendienst leverde aan de Japanse inspanningen om de afscheiding van de vijf provincies van Noord-China, wetende Shandong, Hebei, Shanxi, Chahar en Suiyuan, te bewerkstelligen, maakte het geen wezenlijke concessies, de Chinese overheid bleef de controle behouden door de raad.
Begin augustus 1937 veroverden Japanse troepen Beijing. Op 20 augustus 1937 werd de Politieke Raad van Hebei-Chahar officieel ontbonden.